# Perito in sua materia credendum est
La locuzione latina peritus in sua materia credendum est, letteralmente significa Al perito, nella sua competenza, si deve credere. Propriamente in ambito processuale indica l'oggettiva necessità che lo stesso giudice ha nel trarre considerazioni da elementi che derivano da ambiti a lui non competenti, come appunto campi specialistici delle scienze. In questi casi il giudice dovrà vagliare ciò che gli viene da tali perizie nel corso dell'iter processuale.